# وين براكوسيا
وين براكوسيا (بالإندونيسية: Wynne Prakusya) مواليد 26 أبريل 1981 في سوراكارتا، إندونيسيا، هي لاعبة كرة مضرب إندونيسية بدأت مسيرتها كمحترفة سنة 1998 تلعب باليد اليمنى. أعلى تصنيف لها في الفردي كان المركز الـ 74 في سنة 2002. شاركت في دورة الألعاب الأولمبية الصيفية.

## الخط الزمني للفردي
مفتاح
| ف | ن | ن.ن | ر.ن | د# | د.م | ل | أ.أ | ت | غ | ب | ف | ذ | م.خ | ل.ت |

(ف) فاز بالبطولة (ن) وصل النهائي (ن.ن) نصف النهائي (ر.ن) ربع النهائي (د#) الأدوار الأربعة الأولى (د.م) دور المجموعات (ل) شارك في كأس ديفيز (أ.أ) خرج من الأدوار الاولى (ت) خسر التصفيات التأهيلية (غ) غاب عن الحدث أو البطولة (ب) حصل على ميدالية برونزية (ف) حصل على ميدالية فضية (ذ) حصل على ميدالية ذهبية (م.خ) بطولة الماسترز خُفضت إلى مرتبة أقل (ل.ت) البطولة لم تعقد في السنة المعينة.
لتجنب الارتباك وازدواجية الحساب، يتم تحديث هذه المعلومات إما في نهاية البطولة، أو عندما تكون مشاركة اللاعب في البطولة قد انتهت.
| الدورة             | 2001 | 2002 | 2003 | 2004 | المسيرة ف/خ |
| ------------------ | ---- | ---- | ---- | ---- | ----------- |
| دورات الجراند سلام |      |      |      |      |             |
| أستراليا المفتوحة  | غ    | د1   | د1   | غ    | 0–2         |
| فرنسا المفتوحة     | د1   | د2   | د1   | غ    | 1–3         |
| بطولة ويمبلدون     | د1   | د2   | غ    | غ    | 1–2         |
| أمريكا المفتوحة    | د2   | د1   | د1   | غ    | 1–3         |
| جراند سلام ف/خ     | 1–3  | 2–4  | 3–3  | 0–0  | 6–10        |

## الميداليات
| الميدالية | المسابقة                   |
| --------- | -------------------------- |
| ذهبية     | دورة الألعاب الآسيوية 2002 |
| فضية      | دورة الألعاب الآسيوية 2002 |

## روابط خارجية
- وين براكوسيا على موقع رابطة محترفات التنس (الإنجليزية)
- وين براكوسيا على موقع الاتحاد الدولي لكرة المضرب (الإنجليزية)
- وين براكوسيا على موقع كأس بيلي جين كينغ (الإنجليزية)
- وين براكوسيا على موقع بطولة ويمبلدون (الإنجليزية)
- وين براكوسيا على موقع خلاصة التنس.كوم (الإنجليزية)
- وين براكوسيا على موقع أوليمبيديا (الإنجليزية)